# دایره بوسان

یک دایره بوسان

دایره‌های نوسانی مارپیچ ارشمیدسی، تودرتو با قضیه تایت-کنسر. مارپیچ به خودی خود رسم نشده‌است: ما آن را به عنوان مکان نقاطی می‌بینیم که در آن دایره‌ها به خصوص به یکدیگر نزدیک هستند.

در هندسه دیفرانسیلی منحنی‌ها، دایره بوسان (به انگلیسی: Osculating circle) منحنی به اندازه کافی هموار در یک نقطه معین p روی منحنی به‌طور سنتی به عنوان دایره گذرنده از p و یک جفت نقطه اضافی روی منحنی به‌طوربی‌کران‌خُرد نزدیک به p تعریف شده‌است. مرکز آن روی خط نرمال داخلی قرار دارد و انحنای آن انحنای منحنی داده‌شده را در آن نقطه مشخص می‌کند. این دایره، که یکی از دایره‌های مماس در نقطه داده شده‌است که بیشتر به منحنی تنگاتنگ نزدیک می‌شود، توسط لایبنیتس circulus osculans (لاتین به‌معنای "دایره بوسیدن") نام گرفت.
مرکز و شعاع دایره بوسان در یک نقطه معین را مرکز انحنا و شعاع انحنای منحنی در آن نقطه می‌نامند. یک ساختار هندسی توسط اسحاق نیوتن در اصول خود شرح داده شده‌است:
در هر مکان، سرعتی که یک جسم با آن یک شکل معین را توصیف می‌کند، با استفاده از نیروهایی که به یک مرکز مشترک هدایت می‌شوند، داده می‌شود: برای پیدا کردن آن مرکز— اسحاق نیوتن، "پرینسیپیا"; پیشنهاد V. مسئله I.

## رابطه ریاضیاتی
T(s) برداری مماس بر جهت حرکت (سرعت جسم) در هر لحظه است و N(s) نیز برداری عمود بر T است.
می توان نوشت:{\displaystyle {{\widehat {T}}={{\overrightarrow {dr}} \over \left\vert {\overrightarrow {dr}}\right\vert }},\quad \quad {{d{\widehat {T}} \over {\overrightarrow {dr}}}={\overrightarrow {\kappa }}{\widehat {N}}},\quad \quad R(s)={\frac {1}{\left|{\overrightarrow {\kappa }}\right|}}}T(s): بردار یکه(واحد) مماس بر حرکت
r(s): جا به جایی کوچک (دیفرانسیلی)
N(s): بردار یکه عمود بر حرکت
κ(s): شعاع انحنای مسیر
R(s): شعاع دایره بوسان (دایره ای که در هر لحظه مماس به مکانی است که جسم در آن است)

اگر برداری دوبعدی با این مولفه ها مفروض باشد: {\displaystyle \gamma (t)={\begin{bmatrix}x_{1}(t)\\x_{2}(t)\end{bmatrix}}}
شعاع انحنا ،جهت عمود بر حرکت N(s) و شعاع دایره بوسان R(s) را این گونه می توان بدست آورد:
{\displaystyle k(t)={\frac {x_{1}'(t)\,x_{2}''(t)-x_{1}''(t)\,x_{2}'(t)}{\left(x_{1}'\left(t\right)^{2}+x_{2}'\left(t\right)^{2}\right)^{{3}/{2}}}},\qquad N(t)={\frac {1}{\left(x_{1}'\left(t\right)^{2}+x_{2}'\left(t\right)^{2}\right)^{{1}/{2}}}}{\begin{bmatrix}-x_{2}'(t)\\x_{1}'(t)\end{bmatrix}}}{\displaystyle R(t)=\left|{\frac {\left(x_{1}'\left(t\right)^{2}+x_{2}'\left(t\right)^{2}\right)^{{3}/{2}}}{x_{1}'(t)\,x_{2}''(t)-x_{1}''(t)\,x_{2}'(t)}}\right|\qquad \qquad }اگر معادله مسیر به صورت y = f(x) مشخص باشد می توان شعاع دایره بوسان را اینگونه نیز نوشت:  {\displaystyle {R(t)={\frac {1+f'^{2}}{\mid {f''}\mid }}}}

## یادداشت
1. ↑  Ghys, Étienne; Tabachnikov, Sergei; Timorin, Vladlen (2013). "Osculating curves: around the Tait-Kneser theorem". The Mathematical Intelligencer. 35 (1): 61–66. arXiv:1207.5662. doi:10.1007/s00283-012-9336-6. MR 3041992.

## بیشتر خواندن
برای برخی از یادداشت‌های تاریخی در مورد مطالعه انحنا، نگاه کنید به
- Grattan-Guinness & H. J. M. Bos (2000). From the Calculus to Set Theory 1630-1910: An Introductory History. Princeton University Press. p. 72. ISBN 0-691-07082-2.
- Roy Porter, ed. (2003). The Cambridge History of Science: v4 - Eighteenth Century Science. Cambridge University Press. p. 313. ISBN 0-521-57243-6.

برای کاربرد در وسایل نقلیه مانور را ببینید
- JC Alexander and JH Maddocks (1988): On the maneuvering of vehicles doi:10.1137/0148002
- Murray S. Klamkin (1990). Problems in Applied Mathematics: selections from SIAM review. Society for Industrial and Applied Mathematics. p. 1. ISBN 0-89871-259-9.